# ماوگوژاتا پیچینسکا
ماوگوژاتا پیچینسکا (لهستانی: Małgorzata Pieczyńska؛ ‏ تلفظ لهستانی: [mawɡɔˈʐata]؛ زادهٔ ۴ مهٔ ۱۹۶۰) بازیگر اهل لهستان است.
از فیلم‌ها یا برنامه‌های تلویزیونی که وی در آن نقش داشته‌است، می‌توان به قمار فوتبال، نامه به بابا نوئل ۲، عشق بزرگ، بچه‌ها و ماهی، دریاچه کنستانس، هوس‌های امپراتور، حوزه استحفاظی ۱۳، قانون حقیقی، در خوشی و سختی، ع چون عشق، دوشیزه بی‌اهمیت، هتل ۵۲ و در خیابان سپولنی اشاره کرد.